# Kut U Up
I Kut U Up sono un gruppo musicale indie rock di San Diego, California, diventato famoso soprattutto per aver suonato insieme a blink-182, Green Day e Jimmy Eat World nel DVD Riding in Vans with Boys e per numerose apparizioni, fra cui quella nella compilation Atticus: ...Dragging the Lake e quella nel videogioco Transworld Skateboarding.

## Discografia

### Album
- 2003 -  Pulled Over

## Formazione
- Brandon Parkhurts: voce, chitarra
- Mitch Mattson: voce, chitarra
- Chris Cote: voce, basso
- Brendaan Raasch: voce, batteria